# Движение за суверенитет Квебека

Флаг Квебека.

Квебек на схеме Канады.

Движе́ние за суверените́т Квебе́ка — политическое движение, целью которого является сделать из Квебека, с 1867 являющегося провинцией Канады, суверенное правовое государство.
Сторонники суверенитета предлагают квебекцам использовать их право на самоопределение — принцип, допускающий возможность выбора между включением в третье государство, политическим союзом с другим государством или независимость, — чтобы они демократическими средствами создали себе своё первое независимое конституционное государство.
Сторонники независимости Квебека считают, что имея независимое государство, говорящие на французском языке квебекцы смогут лучше осуществлять своё экономическое, социальное и культурное развитие. Вообще, сторонники этого движения не выступают против принципов федерализма, между тем они возражают против современного функционирования канадской федеративной системы и считают, что эта система не может быть реформирована так, чтобы отвечать и потребностям Канады, говорящей на английском языке, в централизации, и потребностям Квебека в политической автономии.
Квебекская партия, поддерживающая идею суверенитета провинции, победила на выборах в Национальное собрание Квебека, состоявшихся 4 сентября 2012, получила 54 места из 125, набрав 31,95 % голосов избирателей, сформировала правительство меньшинства.
На выборах в апреле 2014 года Квебекская партия получила 30 мест, набрав 25,38 % голосов, и перешла в оппозицию правительству, сформированному выступающей против сепаратизма Либеральной партии Квебека.
За независимость Квебека выступают также партия «Солидарный Квебек» (в 2014 году получила три места в Национальной ассамблее), несколько более мелких партий, а также ряд общественных организаций Квебека.